# Просна
Просна (пољ. Prosna) је река у Пољској. Дуга је 217 km. Улива се у Варту. 